# Pokolba a szépfiúkkal! (teleregény)
A Pokolba a szépfiúkkal! (Eredeti cím: Al diablo con los guapos) egy, a Televisa által 2007 és 2008 között készített mexikói telenovella César Évora, Laura Flores, Allisson Lozz és Eugenio Siller főszereplésével. A sorozat az 1998 és 1999 között készült Vad angyal című argentin telenovella remake-je, melyben Natalia Oreiro és Facundo Arana alkották a főszereplő párost. Magyarországon elsőként a Zone Romantica tűzte műsorára 2009. december 24-én.

## Szereposztás
| Színész(nő)                               | Szerepnév                                                       | Magyar hang     |
| ----------------------------------------- | --------------------------------------------------------------- | --------------- |
| Allisson Lozz                             | Milagros Ramos / Milagros Belmonte Ramos/ de Arango/ de Miranda | Molnár Ilona    |
| Eugenio Siller                            | Alejandro Belmonte Arango / Alejandro Miranda Arango            | Előd Álmos      |
| César Évora                               | Constancio Belmonte Lascuráin                                   | Tarján Péter    |
| Laura Flores                              | Luciana Arango de Belmonte                                      | Kiss Erika      |
| Alicia Rodriguez                          | Regina Lascuraín Vda. de Belmonte                               | Rátonyi Hajni   |
| Marco Muñoz                               | Damián Arango                                                   | Mihályi Győző   |
| Altaír Jarabo                             | Valeria Belmonte Arango                                         | Vadász Bea      |
| Tania Vázquez                             | Andrea Castillo Riquelme                                        |                 |
| Ariadne Díaz                              | Florencia Echavarría de Belmonte                                | Major Melinda   |
| Ricardo Margaleff                         | Ricardo "Rocky" / "Morgan" Juárez                               | Szokol Péter    |
| Rafael León de los Cobos                  | Roberto "Bobby" Senderos                                        | Előd Botond     |
| Jose Luis Cordero "Pocholo"               | Horacio                                                         | Garai Róbert    |
| Leticia Perdigón                          | Socorro Luna / Amparo Rodríguez                                 |                 |
| Miguel Pizarro                            | Braulio Ramos                                                   | Maday Gábor     |
| Andrés Zuno                               | Hugo Arango                                                     | Kisfalusi Lehel |
| Luz Maria Jerez                           | Milena de Senderos                                              | Csampisz Ildikó |
| Alfonso Iturralde                         | Eugenio Senderos                                                |                 |
| Carlos Cobos                              | Manuel atya                                                     | Németh Gábor    |
| Andrea García                             | Zulema                                                          |                 |
| Michelle Ramaglia                         | Lina                                                            |                 |
| Georgina Salgado                          | Gloria                                                          | Talmács Márta   |
| Margarita Magaña                          | Karla                                                           |                 |
| Mónika Sánchez (fiatalon) Maribel Guardia | Rosario Ramos / Rosella Dillano                                 | Szórádi Erika   |
| Roberto Vander                            | Néstor Miranda                                                  | Kassai Károly   |